# Leucostoma massarianum
Leucostoma massarianum är en svampart som först beskrevs av De Not., och fick sitt nu gällande namn av Franz Xaver von Höhnel 1917. Leucostoma massarianum ingår i släktet Leucostoma och familjen Valsaceae.   Inga underarter finns listade i Catalogue of Life.
I den svenska databasen Dyntaxa används istället namnet Valsa massariana för samma taxon.  Arten är reproducerande i Sverige.